# Kejsarinnan Wang (Taizu)
Wang, född 942, död 963, var en kinesisk kejsarinna, gift med Song Taizu. Hon var den första kejsarinnan i Songdynastin, och den första kejsarinnan i Kina sedan Kejsarinnan He 905. 
Hon var den tredje dottern till Wang Rao från Zhangde-armén. Hon gifte sig med Song Taizu 958. 
960 besteg Taizu tronen, och i augusti samma år utnämndes hon till kejsarinna. Hon beskrivs som spartansk och ödmjuk; hon ska ha burit avlagda kläder, serverade vid kejserliga måltider, och passat upp på sin svärmor. Hon studerade buddhistiska skrifter och spelade musikinstrument. 